# Funcrusher Plus
Funcrusher Plus ist das Debütalbum der US-amerikanischen Hip-Hop-Gruppe Company Flow. Es erschien am 28. Juli 1997 über das Musiklabel Rawkus Records.

## Geschichte
Funcrusher Plus ist eine Erweiterung der 1996 über Official Recordings veröffentlichten Funcrusher EP. Sieben der acht auf der EP zu findenden Tracks finden sich auch auf dem Album wieder.
Als Singles erschienen 8 Steps to Perfection, Blind und Infokill, welches sich allerdings nicht auf dem Album befindet.
Das Album gilt als erstes Untergrund-Hip-Hop-Album, da es einen völlig neuen, bis dahin unbekannten Sound hat. Durch die große Popularität des Albums im New-Yorker-Untergrund
entwickelte sich Rawkus Records zum ersten und lange Zeit größten Untergrund-Hip-Hop-Label der USA.
Kurz nach der Veröffentlichung des Albums verließ Bigg Jus die Gruppe und das Nachfolge-Album Little Johnny from the Hospitul: Breaks & Instrumentals Vol. 1 erschien 1999 ohne ihn.
Im Jahr 2000 gründete Mitglied El-P sein eigenes Label Definitive Jux (damals noch Def Jux), über welches 2009 eine überarbeitete Version von Funcrusher Plus erschien.

## Rezeption
Wegen des neuen, kantigen, minimalistischen Sounds und der komplexen Texte über Hip-Hop-Traditionen, Battle-Rap und Verschwörungstheorien wird das Album als Grundstein des Untergrund-Raps gesehen.
Damals wie heute wurde es von Fans und Kritikern gleichermaßen positiv aufgenommen und zum Klassiker erkoren.
Allmusic vergab die Höchpunktzahl von fünf Sternen und das Album war in der Liste der besten 100 Alben der Neunziger-Jahre von Pitchfork Media enthalten.

## Titelliste
| #   | Titel                         | Produzent     | Gastbeiträge           | Länge |
| --- | ----------------------------- | ------------- | ---------------------- | ----- |
| 1.  | Bad Touch Example             | El-P          |                        | 3:26  |
| 2.  | 8 Steps to Perfection         | El-P          |                        | 4:43  |
| 3.  | Collude/Intrude               | El-P          | J-Treds                | 5:25  |
| 4.  | Blind                         | El-P          |                        | 3:42  |
| 5.  | Silence                       | El-P          |                        | 3:33  |
| 6.  | Legends                       | El-P          |                        | 4:02  |
| 7.  | Help Wanted                   | El-P          |                        | 4:26  |
| 8.  | Population Control            | El-P          | R. A. the Rugged Man   | 3:38  |
| 9.  | Lune TNS                      | Bigg Jus      |                        | 2:12  |
| 10. | Definitive                    | El-P          |                        | 5:47  |
| 11. | Lencorcism                    | Mr. Len       |                        | 0:36  |
| 12. | 89.9 Detrimental              | El-P          |                        | 1:03  |
| 13. | Vital Nerve                   | El-P          | BMS                    | 5:01  |
| 14. | Tragedy of War (In III Parts) | El-P          |                        | 3:49  |
| 15. | The Fire in Which You Burn    | El-P          | Breeze Brewin, J-Treds | 5:02  |
| 16. | Krazy Kings                   | El-P          |                        | 4:52  |
| 17. | Last Good Sleep               | Mr. Len, El-P |                        | 5:59  |
| 18. | Info Kill II                  | El-P          |                        | 3:48  |
| 19. | Funcrush Scratch              | Mr. Len       |                        | 2:48  |
| 20. | Corners '94 (Bonus-Track)     | El-P          |                        | 4:29  |